# Грибаново (Пушкинский район)
Грибаново — деревня в Пушкинском районе Московской области России, входит в состав городского поселения Ашукино. Население — 6 чел. (2010).

## География
Расположена на севере Московской области, в северной части Пушкинского района, примерно в 18 км к северу от центра города Пушкино и 33 км от Московской кольцевой автодороги, у истока реки Талицы бассейна Клязьмы.
К деревне приписано два садоводческих товарищества. В 5 км к востоку проходит линия Ярославского направления Московской железной дороги, в 9 км к востоку — Ярославское шоссе М8, в 4 км к югу — Московское малое кольцо А107. Ближайшие населённые пункты — деревни Мураново, Нововоронино и Папертники, ближайшая станция — платформа Ашукинская.

## Население
| 1859 | 1890 | 1899 | 1926 | 2002 | 2006 | 2010 |
| ---- | ---- | ---- | ---- | ---- | ---- | ---- |
| 37   | ↗57  | ↘39  | ↗77  | ↘3   | ↗7   | ↘6   |

## История
В «Списке населённых мест» 1862 года — владельческая деревня 1-го стана Дмитровского уезда Московской губернии по правую сторону Московско-Ярославского шоссе (из Ярославля в Москву), в 29 верстах от уездного города и 25 верстах от становой квартиры, при пруде, с 7 дворами и 37 жителями (14 мужчин, 23 женщины).
По данным на 1899 год — деревня Митинской волости Дмитровского уезда с 39 жителями.
В 1913 году — 13 дворов.
По материалам Всесоюзной переписи населения 1926 года — деревня Мурановского сельсовета Софринской волости Сергиевского уезда Московской губернии в 8,5 км от Ярославского шоссе и 6,4 км от станции Софрино Северной железной дороги, проживало 77 жителей (30 мужчин, 47 женщин), насчитывалось 16 крестьянских хозяйств.
Административная принадлежность
1929—1957, 1962—1963, 1965—1994 гг. — деревня Луговского сельсовета Пушкинского района.
1957—1960 гг. — деревня Луговского сельсовета Мытищинского района.
1960—1962 гг. — деревня Луговского сельсовета Калининградского района.
1963—1965 гг. — деревня Луговского сельсовета Мытищинского укрупнённого сельского района.
1994—2006 гг. — деревня Луговского сельского округа Пушкинского района.
С 2006 года — деревня городского поселения Ашукино Пушкинского муниципального района Московской области.